# Charles de Gaulle (avocat)
Charles de Gaulle  (n. 25 septembrie 1948, Dijon, Franța) este un om politic francez, membru al Parlamentului European în perioada 1999-2004 din partea Franței. Este nepotul lui Charles de Gaulle, fostul Președinte al Franței.
1. 1 2  The Peerage
2. ↑  Deputații în Parlamentul European